# Mariano Escobedo

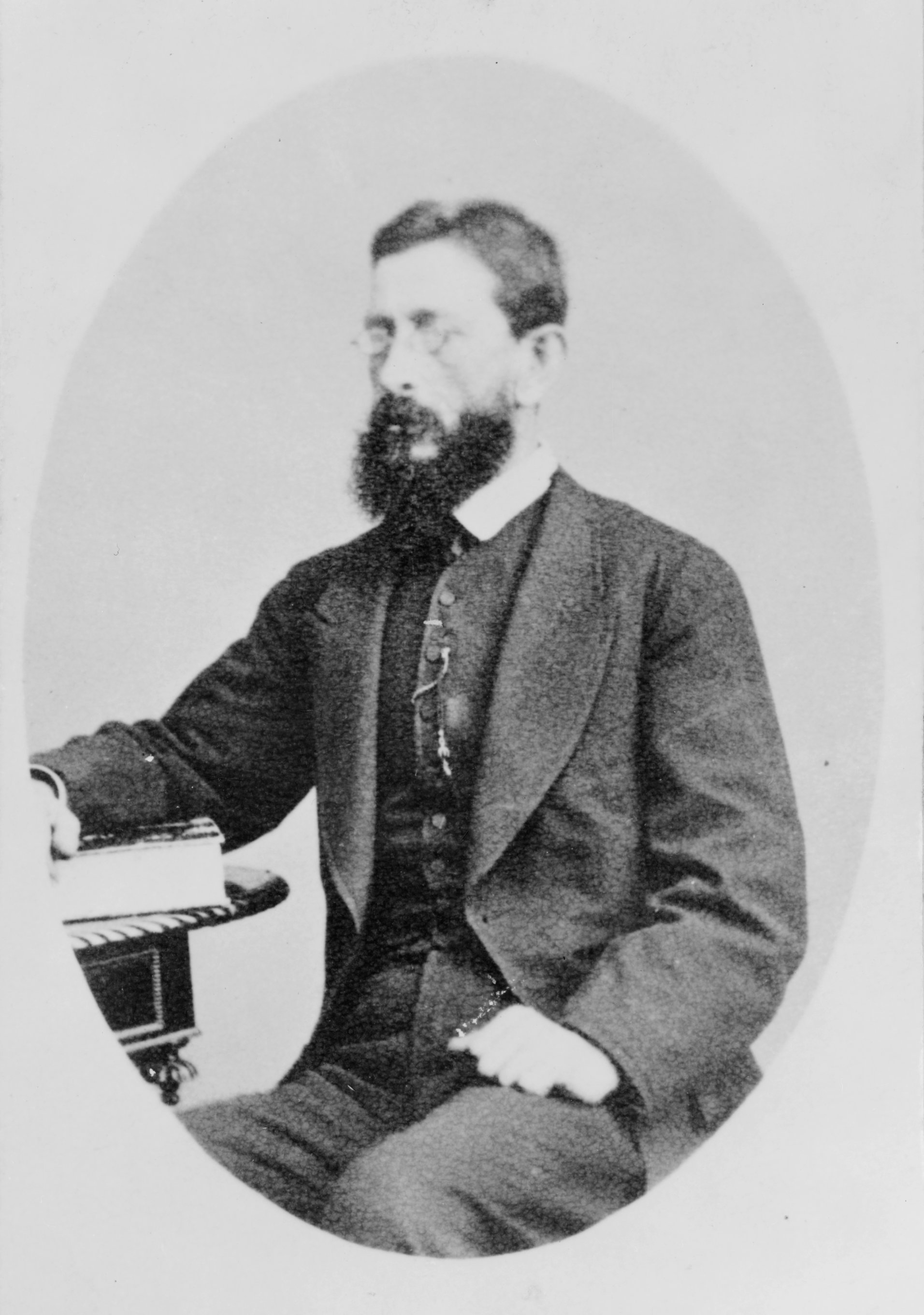
Mariano Escobedo

Mariano Escobedo Peña (Galeana, 16 januari 1826 - Mexico-Stad, 22 mei 1902) was een Mexicaanse generaal.
Escobedo was van bescheiden afkomst. Hij was oorspronkelijk muilezeldrijver. Tijdens de Amerikaans-Mexicaanse Oorlog vormde hij met medemuilezerdrijvers guerrilla's, die de Amerikaanse troepen van Zachary Taylor aanvielen.
Na de Revolutie van Ayutla sloot hij zich aan bij de liberalen. Tijdens de Hervormingsoorlog wist hij de conservatieven van Miguel Miramón een aantal beslissende slagen toe te brengen, waardoor de liberalen deze oorlog wonnen. Aan het einde van deze oorlog werd hij nog gevangengenomen door Tomás Mejía en Leonardo Márquez, die hem ter dood veroordelen. Escobedo wist echter te ontsnappen.
Hij was een van de belangrijkste leiders van de republikeinen tijdens de Franse Interventie in Mexico. Hij streed mee in de Slag bij Puebla, waarna hij tot generaal werd gepromoveerd. Toen de situatie hopeloos leek voor de republikeinen vertrok Escobedo naar New Orleans, waar hij uit voormalige Confederale soldaten en Mexicaanse vluchtelingen en leger formeerde. Met dit leger slaagde hij erin Saltillo in te nemen, waar Benito Juárez vervolgens zijn hoofdstad vestigde. Na het innemen van Zacatecas begin 1867 werd hij opperbevelhebber van het republikeinse leger benoemd. Hij voerde de republikeinen aan tijdens het Beleg van Querétaro, waarbij keizer Maximiliaan gevangen werd genomen. Escobedo was voorzitter van de militaire rechtbank die Maximiliaan, Mejía en Miramón ter dood veroordeelde.
Na de republikeinse overwinning trok hij zich terug, maar hij zou nog een aantal keer de regering steunen in het neerslaan van opstanden. Na de machtsovername van Porfirio Díaz vluchtte hij naar de Verenigde Staten. Hij deed in 1878 een poging Díaz omver te werpen, waarna hij gevangen werd genomen. Hij werd echter niet schuldig gevonden en vrijgelaten. In 1883 trok hij zich definitief terug uit het openbare leven. Hij overleed negentien jaar later.
Escobedo stond bekend als een van Mexico's bekwaamste militairen, en hij wordt als een held beschouwd. Hij kon echter ook ontzettend wreed zijn. Zo was hij berucht vanwege het doden van krijgsgevangenen.
General Mariano Escobedo International Airport en Ciudad General Escobedo zijn naar hem genoemd.
- Gemeinsame Normdatei: 131394894
- International Standard Name Identifier: 0000 0000 3146 7130
- Library of Congress Control Number: n88231618
- Nationale Bibliotheek van Israël: 987007426204405171
- SNAC: w6dv1tjn
- Système universitaire de documentation: 148821200
- Virtual International Authority File: 52819790
- WorldCat: E39PBJvCJCvHVrfTHQQ7kcxhpP